# The House with a Clock in Its Walls (película)
The House with a Clock in Its Walls (conocida como La casa del reloj en la pared en España y La casa con un reloj en sus paredes en Hispanoamérica) es una película estadounidense de comedia de terror y fantasía gótica de 2018 dirigida por Eli Roth y escrita por Eric Kripke. Está basada en la novela homónima de John Bellairs, ilustrada por Edward Gorey. La película está protagonizada por Jack Black, Cate Blanchett, Owen Vaccaro, Renée Elise Goldsberry, Sunny Suljic y Kyle MacLachlan y fue estrenada por Universal Pictures el 21 de septiembre de 2018.

## Sinopsis
El señorito Lewis Barnavelt es un joven huérfano que ayuda a su señor tío Jonathan y a una bruja llamada Mrs. Zimmerman a encontrar un reloj mágico que contiene el poder para provocar el fin del mundo.

## Reparto
- Jack Black como Jonathan Barnavelt, tío de Lewis.
- Cate Blanchett como Florence Zimmerman, una bruja y vecina de Jonathan, así como su mejor amiga.
- Owen Vaccaro como Lewis Barnavelt, el sobrino de 10 años de Jonathan.
- Kyle MacLachlan como Isaac Izard, esposo de Selena y el siniestro poseedor original de la casa.
- Renée Elise Goldsberry como Selena Izzard, esposa de Isaac.
- Sunny Suljic como Tarby Corrigan.
- Colleen Camp como Mrs. Hanchett, la irritable vecina de Jonathan Barnavelt.
- Vanessa Anne Williams como Rose Rita Pottinger
- Lorenza Izzo como Mrs. Barnavelt, la madre de Lewis.

## Producción
La fotografía principal de la película comenzó el 10 de octubre de 2017.

## Estreno
The House with a Clock in Its Walls fue estrenada por Universal Pictures el 21 de septiembre de 2018.

## Recepción
The House with a Clock in Its Walls ha recibido reseñas mixtas a positivas de parte de la crítica y la audiencia. En el sitio web especializado Rotten Tomatoes, la película posee una aprobación de 65%, basada en 220 reseñas, con una calificación de 6.0/10, mientras que de parte de la audiencia tiene una aprobación de 44%, basada en más de 2500 votos, con una calificación de 3.1/5.
El sitio web Metacritic le ha dado a la película una puntuación de 57 de 100, basada en 38 reseñas, indicando "reseñas mixtas". Las audiencias encuestadas por CinemaScore le han dado a la película una "B+" en una escala de A+ a F, mientras que en el sitio IMDb los usuarios le han dado una calificación de 6.0/10, sobre la base de 52 324 votos. En la página FilmAffinity la cinta tiene una calificación de 5.1/10, basada en 4208 votos.